# Johannes-Hymnus

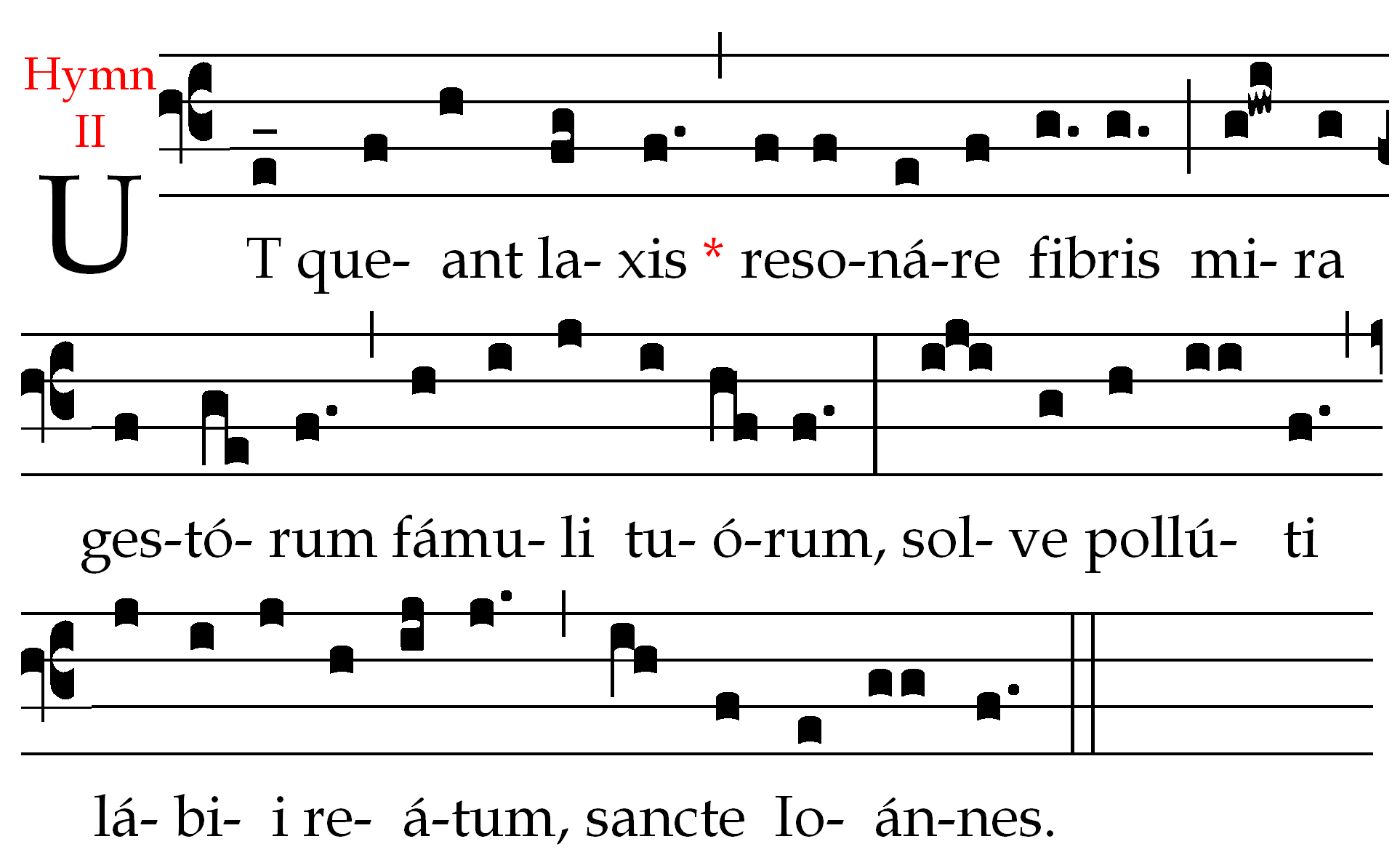
Der Beginn des Johannes-Hymnus in Quadratnotation

Der Johannes-Hymnus ist ein Hymnus auf Johannes den Täufer, der traditionell Paulus Diaconus (ca. 720–799) zugeschrieben wird. Die Hymne beginnt mit den Worten Ut queant laxis. Sie ist in sapphischen Strophen gehalten und stellt ein schönes Beispiel für leoninische Verse mit sechs Hebungen dar.
Das römisch-katholische Brevier zum Fest der Geburt Johannes des Täufers am 24. Juni teilt diese Hymne in drei Teile auf. Sie ordnet den ersten Teil „Ut queant laxis“ der Vesper, den zweiten Teil „Antra deserti teneris sub annis“ der Matutin, den dritten Teil „O nimis felix, meritique Celsi“ den Laudes zu.

## Musikgeschichtliche Bedeutung

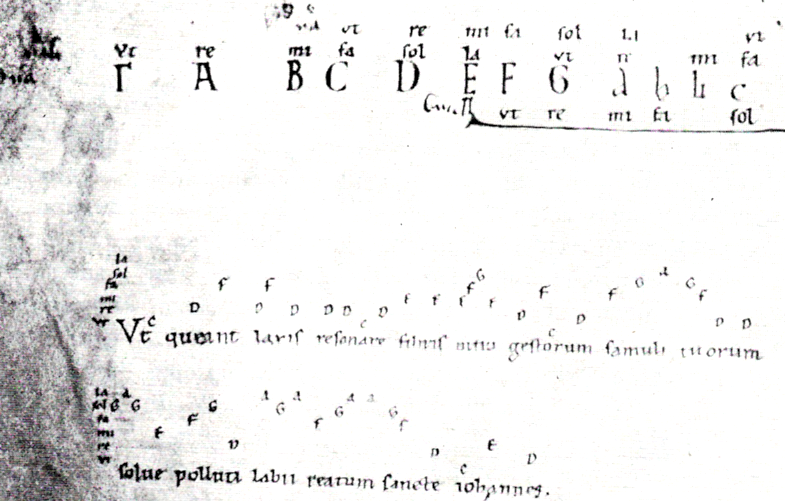
Erste Strophe des Hymnus, mit Tonbuchstaben über dem Text und Solmisationssilben am Rand

Mit Hilfe dieser Hymne hat Guido von Arezzo seine Gesangsschüler das Memorieren der Töne gelehrt. Dazu erstellte er eine passende Melodie. Wahrscheinlich erfand er selbst die Melodie, oder er verwendete möglicherweise eine schon vorhandene Melodie und gestaltete sie um. Die Melodie war deshalb so passend, weil die ersten sechs Halbzeilen (Hemistichien) nacheinander mit den Tönen einer sechsstufigen Tonleiter (Hexachord) anfangen. Die erste Strophe lautet:
Ut queant laxis / resonare fibris

mira gestorum / famuli tuorum

solve polluti / labii reatum

Sancte Iohannes.
Aus den Anfangssilben der ersten sechs Halbzeilen wurden so die Solmisationssilben ut, re, mi, fa, sol, la. Die siebte Stufe der Tonleiter, die den von Guido gewählten Hexachord übersteigt und in seiner Melodie nicht vorkommt, wurde später ergänzt. Ihre Bezeichnung lautet si, gebildet aus den beiden Anfangsbuchstaben im letzten Vers (Sancte Iohannes). Im 17. Jahrhundert ersetzte Otto Gibelius ut durch do.
Die Wort-für Wort-Übersetzung der ersten Strophe lautet:
Damit lassen mit entspannten / widerschallen Stimmbändern

Wunderbares der Gesten / Diener Deiner, 

erlöse der beschmutzten / Lippe Verantwortung, 

heiliger Johannes!
In der Reihenfolge deutscher Grammatik: „Auf dass die Schüler mit lockeren Stimmbändern mögen zum Klingen bringen können die Wunder deiner Taten, löse die Schuld der befleckten Lippe, heiliger Johannes.“ Dies ist eine Anspielung auf Zacharias, der nach der Erzählung des Lukasevangeliums (Lk 1,22 ) stumm geworden war und dem bei der Geburt seines Sohnes Johannes die Zunge wieder gelöst wurde. Aus demselben Grund war Johannes der Täufer (bevor ihn die hl. Cäcilia ablöste) Patron der Kirchenmusik.
Sucht man nach einer Bedeutung der einzelnen Notennamen, so erhält man: 
UT „damit“
REsonare „widerschallen“
MIra „Wunderbares“
FAmuli „Diener“
SOlve „erlöse“
LAbii „der Lippe“

In einer alten deutschen Übersetzung werden die Töne der Skala auf G verwendet:
Gib, dass mit lockerem / Ansatz singen können,

Herr, was du tatest, / Chöre deiner Schüler,

Dass dich ohne Fehl / Ehren unsere Lippen,

Heiliger Johannes.